# Paris Jackson

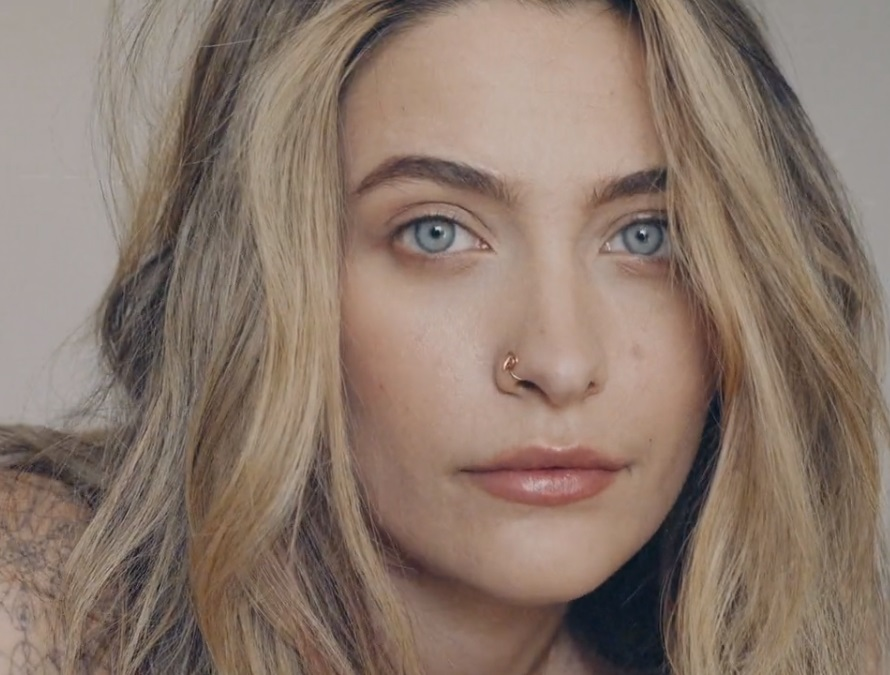
Paris Jackson, 2021

Paris-Michael Katherine Jackson (* 3. April 1998 in Beverly Hills, Kalifornien) ist eine US-amerikanische Schauspielerin, Model und Sängerin. Sie ist das zweite Kind und die einzige Tochter von Michael Jackson und Debbie Rowe.

## Leben

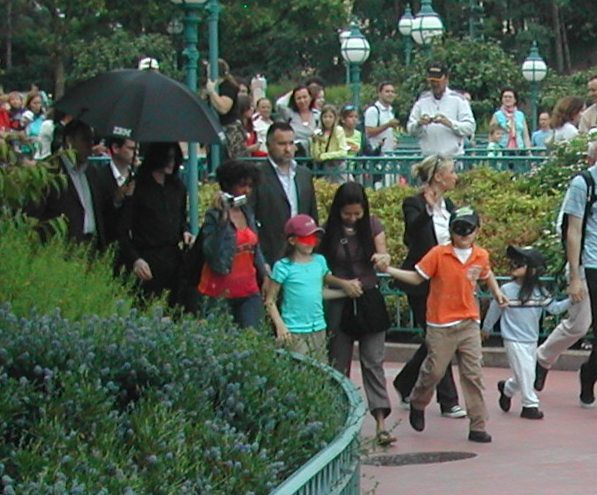
Michael Jackson und seine Kinder in Disneyland Paris 2006

Paris Jackson wurde nach der französischen Hauptstadt benannt, in der sie durch künstliche Befruchtung gezeugt wurde. Sie selbst und Paris Hilton sagen, dass Michael Jackson mit Kathy Hilton befreundet war und beide aufgrund eines Paktes ihre ersten Töchter Paris nannten. Ihr älterer Bruder ist Michael Joseph Jackson, Jr., genannt Prince, und ihr jüngerer Halbbruder ist Prince Michael Jackson, Jr. II., genannt Blanket oder Bigi. Ihre Taufpaten sind Liz Taylor und Macaulay Culkin.
Jackson wuchs bei ihrem Vater, der nach der Scheidung von Debbie Rowe 1999 das alleinige Sorgerecht hatte, und mit ihren Geschwistern auf der Neverland-Ranch auf. In seinem Testament übertrug Michael Jackson das Sorgerecht seiner Mutter Katherine Jackson, bei der die Kinder von da an in der Familienresidenz Hayvenhurst lebten. Während ihrer Kindheit musste sie auf Betreiben ihres Vaters in der Öffentlichkeit immer Masken tragen, um vor den Blicken der Menschen geschützt zu sein. Erst nach dem Tod ihres Vaters trat Paris Jackson unmaskiert im Fernsehen auf. 2010 nahm sie, gemeinsam mit ihrem Bruder Prince, bei den Grammy Awards 2010 den Lifetime Achievement Award für ihren Vater entgegen.
Sie besuchte die private Buckley School in Sherman Oaks, Kalifornien.
Im März 2019 veröffentlichte TMZ einen Artikel, in dem es hieß, Jackson habe Anfang desselben Jahres einen Suizidversuch unternommen. Paris Jackson bestritt dies und schrieb auf Twitter an TMZ „fuck you fucking liars“ (zu deutsch „Fickt euch, verdammte Lügner“). In verschiedenen Interviews oder Videos bestätigte sie später, an Depressionen gelitten zu haben. Im Januar 2025 erklärte sie, lange von Alkohol und Heroin abhängig gewesen, aber seit fünf Jahren clean zu sein.

## Karriere
2011 unterschrieb Jackson einen Vertrag für den Film Lundon’s Bridge and the Three Keys, der allerdings nie produziert wurde.
Im Januar 2017 war sie auf dem Cover des Rolling Stone Magazine zu sehen; im März unterzeichnete sie einen Vertrag bei IMG Models. Sie übernahm eine Gastrolle in der Fox-Fernsehserie Star. Bei den Teen Choice Awards 2017 war sie in der Kategorie Choice Model nominiert. 2018 wirkte Jackson am Film Gringo mit. Weiterhin hatte sie auch einige Auftritte in Musikvideos und drehte 2014 mit ihren Geschwistern und ihrer Großmutter Katherine den Dokumentarfilm Remembering Michael.
Jackson ist gemeinsam mit ihrem Ex-Freund Gabriel Glenn Teil der Band The Soundflowers.
Am 30. Oktober 2020 erschien ihre erste Solosingle let down mit dazugehörigem Musikvideo. Am 13. November 2020 erschien das zugehörige Album wilted (deutsch: „verwelkt“) mit elf Songs.
Im 2021 veröffentlichten Film L.A. Queens (Habit) spielt sie Jesus Christus. Die Produktion des Filmes war umstritten, da Jesus als lesbische Frau dargestellt wird. Gegner versuchten, den Dreh durch eine Petition zu verhindern.

## Filmografie
| Jahr | Titel               | Rolle           |
| ---- | ------------------- | --------------- |
| 2018 | Gringo              | Nelly           |
| 2021 | The Space Between   | Cory            |
| 2021 | L.A. Queens (Habit) | Jesus           |
| 2022 | Sex Appeal          | Danica McCollum |

| Jahr | Titel                                  | Rolle          | Bemerkungen                                                      |
| ---- | -------------------------------------- | -------------- | ---------------------------------------------------------------- |
| 2003 | Living with Michael Jackson            | sie selbst     | viel kritisierte Dokumentation von Martin Bashir                 |
| 2003 | Michael Jackson's Private Home Movies  | sie selbst     | Dokumentation                                                    |
| 2009 | Michael Jackson Memorial Service       | sie selbst     | Live-Übertragung der Trauerfeier für ihren Vater Michael Jackson |
| 2010 | The 52nd Annual Grammy Awards          | sie selbst     | Preisverleihung; sie nimmt Preis für ihren Vater entgegen        |
| 2010 | The Oprah Winfrey Show                 | sie selbst     |                                                                  |
| 2011 | The X Factor                           | sie selbst     | Live Performance Show #6                                         |
| 2011 | The Ellen DeGeneres Show               | sie selbst     | Folge vom 15.12.2011                                             |
| 2012 | Oprah's Next Chapter                   | sie selbst     | Folge vom 11.06.2012                                             |
| 2017 | 59th Annual Grammy Awards              | sie selbst     | Preisverleihung                                                  |
| 2017 | Star                                   | Rachel Wallace | Serie, 4 Folgen                                                  |
| 2017 | 28th GLAAD Media Awards                | sie selbst     | Preisverleihung                                                  |
| 2017 | The Tonight Show Starring Jimmy Fallon | sie selbst     |                                                                  |
| 2017 | 2017 MTV Video Music Awards            | sie selbst     | Preisverleihung                                                  |
| 2019 | Scream                                 | Becky          | Gastrolle in der Folge „The Deadfast Club“                       |
| 2019 | Vogue                                  | sie selbst     | „Paris and Prince Jackson get ready together“                    |
| 2021 | American Horror Stories                | Maya           | Serie, 3 Folgen                                                  |
| 2023 | Bienenschwarm                          | Hailey         | Gastrolle in der Folge „Honey“                                   |
| 2025 | Doctor Odyssey                         | Vanessa        | Gastrolle in der Folge „Spring Break“                            |

| Jahr | Titel                  | Künstler                          | Rolle      |
| ---- | ---------------------- | --------------------------------- | ---------- |
| 2016 | „She's Tight“          | Steel Panther                     | sie selbst |
| 2017 | „I Dare You“           | The xx                            | Teenager   |
| 2017 | „Dragonfly“            | Nahko and Medicine for the People | sie selbst |
| 2018 | „Rescue Me“            | Thirty Seconds to Mars            | sie selbst |
| 2020 | „Your look (Glorious)“ | The Soundflowers                  | sie selbst |
| 2020 | „Let Down“             | Paris Jackson                     | sie selbst |
| 2021 | „eyelids“              | Paris Jackson feat. Andy Hull     | sie selbst |
| 2021 | „Low Key In Love“      | The Struts & Paris Jackson        | sie selbst |
| 2022 | „Lighthouse“           | Paris Jackson                     | sie selbst |

## Diskografie

### Alben

#### Als Solokünstlerin
- 2020: Wilted

### EPs

#### Als Solokünstlerin
- 2022: the lost ep

#### Als Teil von "The Soundflowers"
- 2020: The Soundflowers

### Singles

#### Als Solokünstlerin
- 2020: Let Down
- 2022: lighthouse
- 2022: just you
- 2023: bandaid

## Auszeichnungen
| Jahr | Preis                 | Kategorie             | Arbeit           | Ergebnis  | Res.   |
| ---- | --------------------- | --------------------- | ---------------- | --------- | ------ |
| 2017 | Daily Front Row       | Emerging Talent Award | Paris Jackson    | Gewonnen  | [ 20 ] |
| 2017 | Teen Choice Awards    | Choice Model          | Paris Jackson    | Nominiert | [ 21 ] |
| 2017 | Teen Choice Awards    | Choice Female Hottie  | Paris Jackson    | Nominiert | [ 21 ] |
| 2017 | Top Indie Film Awards | Best Music            | The Soundflowers | Gewonnen  | [ 22 ] |